# Bundesstraße 45
Pour les articles homonymes, voir B45 et Route 45.
La Bundesstraße 45 (abrégé en B 45) est une Bundesstraße reliant Sinsheim à Wöllstadt.

## Localités traversées
- Sinsheim
- Neckargemünd
- Eberbach
- Beerfelden
- Erbach
- Michelstadt
- Bad König
- Höchst im Odenwald
- Groß-Umstadt
- Dieburg
- Hanau
- Nidderau
- Wöllstadt